# Jachtkikötő

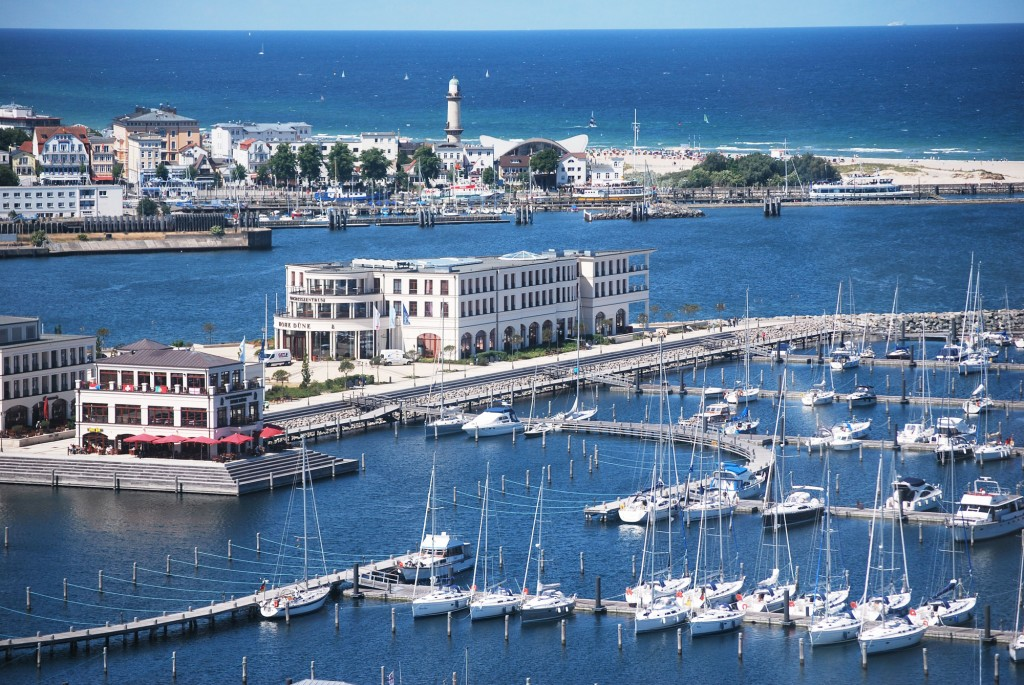
Marina YachthafenResidenz Hohe Düne, Rostock.

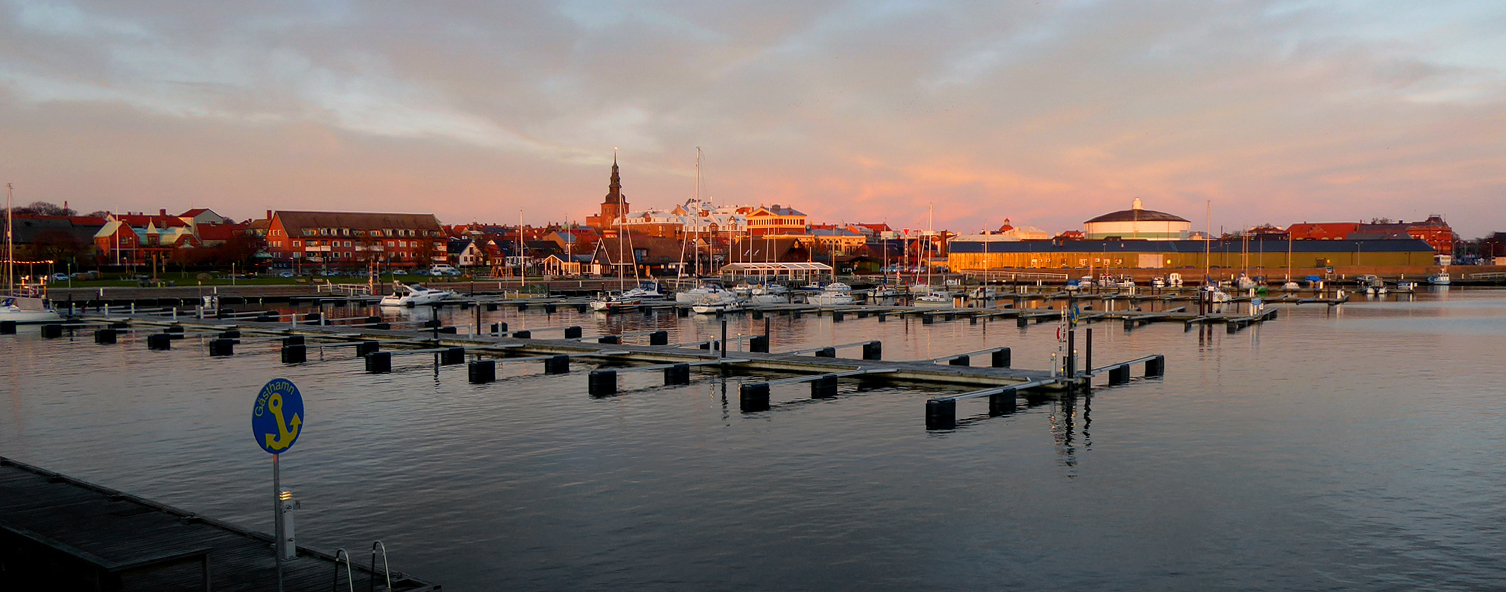
Jachtkikötő / Marina Ystad.

A jachtkikötő (angolul marina) olyan kikötő, melynek dokkjait kisebb hajók, jachtok kikötésére és kiszolgálására használják. A legfőbb eltérés a hagyományos kikötőkhöz képest, hogy a benne tárolt hajókat kizárólag kikapcsolódásra használják, a jachtkikötők személy- vagy teherforgalmat, illetve halászhajókat nem szolgálnak ki. Bár jachtkikötők tartozhatnak közületekhez, többnyire magántulajdonban (jachtklubok, üdülési vállalkozások) vannak.

## Etimológia
A magyar nyelvben jachtkikötőnek nevezett kikötők nemzetközileg elterjedt angol neve marina, amely az olaszból vagy spanyolból került az angolba és a marino ‘tengeri’, ‘tenger-’ melléknév nőnemű alakja. A marino a latin marinus-ból származik, jelentése ugyanaz, eredete pedig a mare ‘tenger’ szó.

## A Földközi tenger jachtkikötői
A világ valamennyi kontinensén megtalálhatóak luxus jachtok számára kialakított kikötők. Európában jellemzően a Földközi tenger partvidékén lehet ilyeneket találni, de például Észak Európában is vannak ilyen kikötők, például Norra Hamnen Marina (Helsingborg, Svédország), Biskopsuddens Marina (Stockholm, Svédország), Ancora Marina (Neustadt in Holstein, Németország) stb.
A Földközi tenger és Dél-Európa néhány kiemelt jachtkikötője:
| Kikötő neve                     | Partvidék/ település, ország           | Jellemzője, adatok |
| Port Vauban                     | Franciaország, Antibes                 | Európa egyik legrégibb és legnagyobb kikötője, 1642 férőhely, beleértve 19 szuperjachtok számára, 170 méter hosszú jachtok befogadására is képes                                                                                   |
| OneOcean Port Vell              | Spanyolország, Barcelona               | Eredetileg az 1992-es olimpiára építették, de egy 150 helyes luxus létesítményre alakították ki, ahol éttermek, stb is megtalálhatóak. 190 méter hosszú jachtok befogadására is képes                                              |
| Port Hercule                    | Monaco, Francia Riviéra                | Közel 160 ezer négyzetméteres, 700-760 hajó részére biztosít kikötést egészen 135 méter hosszúságig. A kikötő az évenként megrendezésre kerülő Monacoi Yacht Show helyszíne.                                                       |
| Porto Montenegro                | Montenegro, Kotori öböl                | A régió legnagyobb jachtkikötője. Tivat városánál található. 450 férőhelyes kikötő és 250 méter hosszú hajókat is tud fogadni |
| Marina di Porto Cervo           | Olaszország, Szardinia szigete         | A világ második legdrágább kikötője. A sziget északi részén található. A kikötő 700 hajó és 60 szuperjacht részére biztosít helyet, 100 méter hosszúságúaknak.                                                                     |
| Puerto Banus                    | Spanyolország, Marbella, Costa del Sol | Eredetileg 1970-ben építették. Területe 150 ezer négyzetméter. 915 férőhelyes |
| ACI Marina Dubrovnik            | Horvátország, Dubrovnik                | Dubrovnik központjától 6 km-re helyezkedik el, az UNESCO világörökség egyik pontján. 380 férőhelyes és 60 méter hosszú jachtokat tud fogadni                                                                                       |
| Grand Harbour Marina            | Málta                                  | A helyszín az UNESCO világörökség része. A kikötő 240 férőhelyes és 135 méter hosszú jachtokat tud fogadni |
| Marina di Portofino             | Olaszország, Liguria                   | Régen egy halászfalu volt. Közkedvelt a gazdagok körében.A kikötője csak 14 helyes, és maximum 70 méter hosszú hajókat tud fogadni.                                                                                                |
| Port Adriano                    | Mallorca, Spanyolország                | Palma de Mallorca városától 9 km-re található. 87 férőhelyes és 80 méteres hajókat tud fogadni |
| Port Saint-Tropez               | Franciaország, Saint-Tropez            | Saint-Tropez régen csak egy kis halászfalu volt, de az 1950-es évektől divatba jött. 734 férőhelyes, 50 méteres jachtok részére, csak 2 db hely van 75 méternél hosszabb hajók számára.                                            |
| Port of Cannes, vagy Vieux Port | Franciaország, Cannes                  | Kedvelt sport jachtok és vitorlások számára. 650 férőhely van a szuperjachtok részére, egészen 65 méter hosszig. A Cannesi Film Fesztivál idejére a helyeket évekkel korábban lefoglalják.                                         |
| Marina di Cala del Forte        | Olaszország, Ventimiglia               | A Monacoi Kikötő a tulajdonosa és üzemelteti. Cala del Forte és Port Hercules között egy ingyenes nagysebességű hajójárat működik. 178 férőhelyes és 70 méteres hajókat tud fogadni.                                               |
| Karpas Gate Marina              | Ciprus                                 | A kikötő 300 kikötőhellyel, külön műszaki központtal, éttermekkel, 33 méteres végtelenített medencével, saját strandterülettel, valamint egy prémium szállodával büszkélkedik.                                                     |
| Marina Grande                   | Olaszország, Capri szigete             | 300 kikötői hellyel rendelkezik |
| Marina Ibiza                    | Spanyolország, Ibiza szigete           | 425 hajó számára biztosít kikötést, a kikötő több szolgáltatást nyújt, köztük luxus üzleteket és éttermeket, amelyek partik helyszínéül is szolgál.                                                                                |
| Marina Dalmacija                | Horvátország, Zára mellett             | Horvátország legnagyobb jachtkikötője, 1200 hellyel |
| Marina Kastela                  | Horvátország, Split mellett            | 420 kikötői hellyel és modern egységekkel |
| Marina Zea                      | Görögország, Piraeus                   | 670 hajó számára biztosít kikötői helyet. Athén mellett található |
| Marina of Lefkas                | Görögország, Lefkada szigete           | Görögország nyugati partvidékén található, 620 férőhely |
| Marina Mandalina                | Horvátország, Šibenik                  | 429 férőhely és luxus szolgáltatások |
| Marina di Ragusa                | Olaszország, Szicília                  | 800 hajó számára biztosít kikötést Szicília déli részén |
| Marina de Vilamoura             | Portugália, Quarteira                  | Dél-Portugália Algarve partvidékén, Faro városának központjától kb 10 km távolságra található. 825 hajó tárolását teszi lehetővé. Ezen partszakasz már nem a Földközi tengerhez kapcsolódik, Gibraltártól nyugatra helyezkedik el. |

Az Engel & Völkers Yachting cég elemzése szerint egy 55 méter hosszú jacht napi kikötői díja meghaladhatja a 2000 eurót. A legdrágább az  ibiziai Magna és a portofinoi kikötő. Utóbbi napi díja 2,751 euro. A Monte-Carloi kikötőben egy napra a kikötés 1,095 euro, de a Saint-Tropez-i és a Marbellai díjak is meghaladják a 2000 eurót.